# Национална обавештајна служба (Грчка)
Национална обавештајна служба (НИС) (грч. Εθνική Υπηρεσία Πληροφοριών, Ethnikí Ypiresía Pliroforión, EYP) је национална обавештајна агенција Грчке. Првобитно по узору на Централну обавештајну агенцију Сједињених Држава, основана је 1953. као Централна обавештајна служба (Κεντρικὴ Ὑπηρεσία Πληροφοριῶν, ΚΥΠ, Kentrikí Ypiresía Pliroforión, КИП, специјализована за прикупљање обавештајних података, контраобавештајне активности и обезбеђење осетљивих државних комуникација.
Као примарна грчка обавештајна агенција, ЕИП је одговоран за низ домаћих и страних питања, од криминалних активности и кршења грађанских права, до тероризма и шпијунаже. Иако њени агенти могу бити наоружани ради своје заштите, агенција нема тужилачка и притворска овлашћења. Током рата, може обављати улогу војне обавештајне службе.
Са седиштем у Атини, ЕИП је аутономна цивилна агенција која одговара директно премијеру Грчке. Већина од 1.800 запослених су државни службеници, иако агенција такође запошљава научне и техничке извођаче, официре сваког рода Оружаних снага Грчке и припаднике грчке полиције и Грчке ватрогасне службе.
Агенција је директно одговорна премијеру Грчке, који може именовати или разрешити директора и његове заменике.
ЕИП запошљава следеће категорије особља:
- Стално цивилно особље.
- Научно цивилно особље, основу приватних уговора о раду.
- Један број официра у активној служби у оружаним снагама, обалској стражи или грчкој полицији. Такође је запослен неодређен број домаћих агената на терену.

## Историја
Прва модерна грчка обавештајна агенција створена је у фебруару 1908. године, са Одељењем за информисање Министарства иностраних послова. На њеном челу је био Панагиотис Данглис, војни официр и члан Хеленско-македонског комитета, једне од тајних организација које су учествовале у Македонској борби. Циљ Одељења за информисање био је промоција грчке пропаганде, као и прикупљање економских и војних обавештајних података, преко мреже грчких конзулата у Македонији под османском контролом. Одељење није апсорбовало нити чак сарађивало са приватним грчким тајним организацијама које су наставиле да делују независно. Догађаји као што су Гудијев пуч и Младотурска револуција, изазвали су оштро смањење грчке активности у Македонији и коначно распуштање агенције у новембру 1909. По избијању Првог светског рата Грчка је остала неутрална. Национални раскол је поделио земљу на ројалисте и венизелисте. Поједини припадници војске и дипломатског кора усмеравали су пажњу на прикупљање информација о својим политичким непријатељима. У јуну 1917. године, краљ Константин I од Грчке је свргнут и земља је ушла у рат на страни Антанте. Грчки официри су стекли драгоцено искуство о техникама ваздушног извиђања и испитивања од својих француских и британских савезника током свог мандата на македонском фронту.
Италија је 1923. године окупирала грчко острво Крф након што га је оптужила за атентат на италијанског генерала Енрика Теллинија . Инцидент на Крфу подстакао је Грчку да оснује Крфски информативни центар под Георгиосом Фесопулосом. Центар је имао задатак да се супротстави италијанској пропаганди, омета трговину са Италијом, ограничава католички прозелитизам и употребу италијанског језика. Осим тога, центар је пратио и активности јерменских избеглица и пацифиста који живе на острву, из страха да би они могли бити комунистички агенти. Теодорос Пангалос је 25. септембра 1925. основао Националну специјалну безбедносну службу (ИАК) под покровитељством Грчке жандармерије. Са задатком да се бори против побуњеничке Комунистичке партије Грчке, организација је била парализована унутрашњом борбом за власт. 27. децембра, Фесопулос је преузео ЈАК 29. јануара 1926. године, ЈАК је преименован у Националну службу опште безбедности (ИГАК), која је сада потпала под команду Министарства унутрашњих послова . ИГАК је наставио да прикупља обавештајне податке о комунистима и илегалним странцима. У августу 1926, Пангалос је збацио Георгиос Кондилис у противудару. Кондилис је распустио ИГАК због његове блиске повезаности са Пангалосом, остављајући Грчку без обавештајне агенције наредних десет година.
У јануару 1936. при Министарству војних послова основана је Служба државне одбране (Υπηρεσιας Αμυνης του Κρατους). Њене одговорности су укључивале „праћење стране пропаганде која се спроводи против државе, кретања и боравка страних држављана у земљи, прикупљање обавештајних података који се односе на безбедност државе и увођење контрамера“. Дана 5. новембра те године, служба је распуштена од стране Метаксасовог режима и замењена је замеником Министарства за јавну безбедност (Υφυπουργειο Δημοσιας Ασφαλειας).
Агенција, у свом садашњем облику, основана је 7. маја 1953. (Закон 2421/1953) под називом Централна обавештајна служба (Κεντρικὴ Ὑπηρεσία Πληροφοριῶν , ΚΥΠ). 27. августа 1986. преименована је и поново успостављена у Национална обавештајна служба (Εθνική Υπηρεσία Πληροφοριών , ΕΥΠ) министарским декретом.
Агенцију су основали утицајни грчко-амерички агенти ЦИА-е, од којих је најпознатији Томас Карамесинес, који је касније постао заменик директора за планирање у ЦИА. Његов први, најутицајнији и најдужи директор био је Александрос Нацинас, генерал-потпуковник артиљерије и ветеран Другог светског рата и Грчког грађанског рата . Био је на челу агенције од њеног оснивања у мају 1953. до децембра 1963. године.
На крају Другог светског рата, Албанијом је доминирала комунистичка партија Енвера Хоџе која је свој успон на власт делимично захвалила британском МИ6 који ју је активно подржавао током рата. Избијање Хладног рата натерало је Британију да преокрене свој став према Албанији и започне операцију албанске субверзије. Британија је тражила помоћ Грчке која је у то време била непријатељски настројена према Албанији због њених територијалних претензија у северном Епиру и подршке Албаније Демократској војсци Грчке . Британско ослањање на албанску националистичку милицију Бали Комбетар створило је невољност у грчкој обавештајној заједници да сарађује са својим некадашњим непријатељима. Ипак, вила Манета у атинском предграђу Кифисија коришћена је као полигон за обуку албанских антикомунистичких герилаца. Комуникациони центар МИ6 постављен је у вили Бибели на североистоку Крфа, а радио станица за пропаганду на албанском језику радила је са Алкионидских острва. Ова последња је 1950. године дошла под контролу Централне обавештајне агенције и наставила да функционише још четири године. КИПЕ је снабдевао Британце информацијама добијеним од грчке заједнице у Албанији, као и политичких избеглица које живе у кампу Лаврио. Албанску субверзију је на крају открио двоструки агент КГБ-а Ким Филби, албанске власти су извршиле бројна хапшења и тако осујетиле заверу.
Између 1952. и 1961. КИПЕ и његов наследник КИП водили су кампању културне пропаганде против Грчке комунистичке партије (ККЕ) и Уједињене демократске левице (ЕДА). Објављени су извештаји о троцкистичкој Четвртој интернационали као и о титоизму, те две струје комунизма требало је да се ојачају како би ширили раздор међу левичарима у земљи. Дана 17. новембра 1953, КИП је предложио спровођење пореских ревизија осумњичених комунистичких издавача књига и власника биоскопа, цензурисање совјетских филмова и промовисање совјетских филмова посебно ниског квалитета. Године 1959. КИП је покренуо изложбе совјетских производа у Волосу, Солуну и Пиреју. Већина производа је била јефтина и неисправна, намерно одабрана да укаља имиџ Совјетског Савеза. Године 1961. штампане су пропагандне брошуре као што су „Мишелска пропаганда Словена и македонско питање” и „ККЕ и северни Епир” које су слате регионалним листовима на северу земље.
Агенција је на самом почетку поставила себи антикомунистичку улогу, јер је земља била под последицама грађанског рата, а све земље на северним границама биле су под комунистичким режимом. КИП је контролисала ЦИА; у првих једанаест година своје историје (1953–1964) њени агенти су примали плате од Американаца, а не од грчке државе, све док премијер Георгиос Папандреу, разјарен овим нивоом зависности, није прекинуо претходну праксу. Током пуковничког режима (1967–1974), КИП је активно наставио своју антикомунистичку акцију.
Између касних 1970-их и 1990-их, КИП и ЕИП су пратили активности страних терористичких организација као што су немачка фракција Црвене армије, палестинска организација Абу Нидал, јапанска Црвена армија, јерменска АСАЛА и турска, ПКК и Дев Сол. Грчка је толерисала присуство последње две због свог геополитичког сукоба са Турском. Њихови чланови су добили политички азил, углавном се настанили у избегличком кампу Лаврио. Упркос томе што је ПКК проглашена терористичком организацијом, њени чланови су отворено прикупљали средства унутар Грчке. Њихове активности су постепено ограничаване након отапања грчко-турске дипломатије у вези са земљотресом 1999. године.
Након што је Андреас Папандреу дошао на власт 1981. године, био је одлучан да потпуно контролише државни апарат, укључујући обавештајне службе, које су историјски имале искључиво људи десничарских политичких ставова. Спољна пажња била је усмерена на односе према Турској. За шефа КИП-а поставио је генерал-потпуковника Георгиоса Политиса, блиског пријатеља пензионисаног генерала, посланика ПАСОК- а и министра Антониса Дросогианиса; Политис је организовао масовну чистку десничарског кадра. КИП је постао цивилна агенција, ЕИП, министарском уредбом 1645/86. Последњих година њени директори су дипломате, а традиционално војни официри.
Крајем маја 1985, агенти КИП-а који су надгледали активности совјетске амбасаде у Атини схватили су да је њен спортски секретар Сергеј Бохан нестао под мистериозним околностима. КИП је сумњао да је Бокхан или КГБ или ГРУ оперативац, као и приближно 40% особља амбасаде. Валериј Гончарук, још један осумњичени агент ГРУ и радник амбасаде, такође се неочекивано вратио у Москву. Без знања Грчке, Бохан је био двоструки агент МИ6 од 1974. године. Бохан је 17. маја добио наређење да се хитно врати у СССР како би потврдио унапређење. У страху да му је параван побегао у САД уз помоћ ЦИА-е. Боханово сведочење је пренето КИП-у, откривајући да су он и Гончарук успоставили мрежу сарадника од којих је већина радила у сектору високе технологије. Међу њима су били официри грчке морнарице специјализовани за компјутерски инжењеринг, грчки извођач за производњу пројектила ФИМ-92 Стингер и извођач за француског произвођача одбране Тхомсон-ЦСФ . Посљедња двојица су ослобођена након што је судија који је водио њихов случај тврдио да имају право да се баве индустријском шпијунажом јер технологија о којој је ријеч припада страној држави. Чињеница да су фасцикле са документима послате путем редовне поште и да нису биле прописно означене као поверљиве такође је играла улогу у одлуци суда. Војни суд је такође завршен у корист официра, након што је његово сведочење оцењено као неадекватно за осуду.
Чланови Револуционарне организације су 17. новембра 1989. године убили посланика Нове демократије Павлоса Бакојаниса. Нова демократија и ЦИА изнели су оптужбе да политичка партија ПАСОК стоји иза стварања 17. новембра и Револуционарне народне борбе (ЕЛА), још једне грчке крајње левичарске терористичке организације. Руководство Нове демократије наставило је да инсистира да је прво сарађивало са ПАСОК-ом чак и након што се 17. новембар распао 2003. 17. новембар је заправо основао Александрос Гиотопулос, упорни противник грчке војне хунте 1967–1974. и бивши члан Париски анти-хунта кругови.
Дана 5. марта 1991. ЕИП је извршио серију хапшења палестинских терориста у Атини, запленивши низ експлозивних направа. Дана 19. априла 1991, милитант Исламског џихада у Палестини Хасхаикем Ахмед извршио је бомбашки напад у граду Патрас . У бомбашком нападу погинуло је седам људи и исто толико повређено. ЕИП је 3. априла упозорио централни полицијски штаб да је вођа локалне палестинске студентске уније припадник Исламског џихада и да поседује оружје. Дана 16. априла, ЕИП је још једном издала саопштење упозорење о могућем нападу Исламског џихада у Патрасу. Касније је откривено да централни полицијски штаб није успео да пренесе информације колегама из Патраса. Веза између извршилаца бомбардовања и Палестинске ослободилачке организације довела је до протеривања пет палестинских дипломата и осам других Палестинаца. Ниво свести ЕИП-а о кретањима Исламског џихада у земљи довео је до навода бројних људи, укључујући бившег министра унутрашњих послова Јоаниса Скоуларикиса, да је бомбашки напад био операција лажне заставе или ЦИА или Мосада.
Последњих година, ЕИП је такође био активан у вези са случајевима корупције у грчком фудбалу, као што је грчки фудбалски скандал из 2015. и различити напади на грчке судије.
2022. године откривено је да је Национална обавештајна служба прислушкивала мобилни телефон грчког политичара Никоса Андрулакиса, што је довело до моменталне оставке шефа грчке обавештајне службе и шефа његове личне канцеларије.